# Химна Совјетског Савеза
Химна Совјетског Савеза заменила је Интернационалу 15. марта 1944. године. Стихове је написао Сергеј Михалков заједно са Габријелом Ел-Регистаном, док је музику компоновао Александар Александров. Веровало се да ће совјетским војницима више одговарати химна која је посвећена само Совјетском Савезу пре него Интернационала посвећена светском радничком покрету. Песму је првобитно написао Василиј Лебедев-Кумач 1939. као химну Бољшевичке партије са стиховима написаним у александринцу.
Стаљин је првобитно споменут у стиховима, али су након његове смрти 1953. и процеса дестаљинизације, ти стихови били непожељни. Од тада па до 1977. химна се свирала без текста. Измењени стихови без референци на Стаљина и Други светски рат су одобрени 1977.
Након распада Совјетског Савеза, Русија је усвојила нову националну химну. Године 2000. стара совјетска химна је поново прихваћена, а Михалков је написао нови текст који је представљао нову некомунистичку Русију.

## Речи
Верзија из 1944.
| Руски језик Союз нерушимый республик свободных Сплотила навеки Великая Русь. Да здравствует созданный волей народов Единый, могучий Советский Союз! Славься, Отечество наше свободное, Дружбы народов надёжный оплот! Знамя советское, знамя народное Пусть от победы к победе ведёт! Сквозь грозы сияло нам солнце свободы, И Ленин великий нам путь озарил: Нас вырастил Сталин - на верность народу, На труд и на подвиги нас вдохновил! Славься, Отечество наше свободное, Счастья народов надёжный оплот! Знамя советское, знамя народное Пусть от победы к победе ведёт! Мы армию нашу растили в сраженьях. Захватчиков подлых с дороги сметём! Мы в битвах решаем судьбу поколений, Мы к славе Отчизну свою поведём! Припев: Славься, Отечество наше свободное, Славы народов надёжный оплот! Знамя советское, знамя народное Пусть от победы к победе ведёт! | Српски језик Нераскидиви савез слободних република, ујединила је заувек велика Русија. Да живи дело народне воље, једини, моћни Совјетски Савез. Слава ти, отаџбино наша слободна, поуздани ослонцу пријатељства народа. Барјак совјетски, барјак народни Нека води из победе у победу! Кроз олује нам сијало сунце слободе, И Лењин велики осветлио нам пут: Одгајио нас је Стаљин - на верност народу, На рад и на подвиге надахнуо нас! Слава ти, отаџбино наша слободна, поуздани ослонцу пријатељства народа. Барјак совјетски, барјак народни Нека води из победе у победу! Армију смо нашу одгајили у биткама. Окупаторе подле смесшћемо с пута! У биткама решавамо судбину нараштајâ, Повешћемо к слави свој родни дом! Слава ти, отаџбино наша слободна, поуздани ослонцу пријатељства народа. Барјак совјетски, барјак народни Нека води из победе у победу! |

Верзија из 1977.
| Руски језик Союз нерушимый республик свободных Сплотила навеки Великая Русь. Да здравствует созданный волей народов Единый, могучий Советский Союз! Славься, Отечество наше свободное, Дружбы народов надёжный оплот! Партия Ленина — сила народная Нас к торжеству коммунизма ведёт! Сквозь грозы сияло нам солнце свободы, И Ленин великий нам путь озарил: На правое дело он поднял народы, На труд и на подвиги нас вдохновил! Славься, Отечество наше свободное, Дружбы народов надёжный оплот! Партия Ленина — сила народная Нас к торжеству коммунизма ведёт! В победе бессмертных идей коммунизма Мы видим грядущее нашей страны, И Красному знамени славной Отчизны Мы будем всегда беззаветно верны! Славься, Отечество наше свободное, Дружбы народов надёжный оплот! Партия Ленина — сила народная Нас к торжеству коммунизма ведёт! | Српски језик Нераскидиви савез слободних република, ујединила је заувек велика Русија. Да живи дело народне воље, једини, моћни Совјетски Савез. Слава ти, отаџбино наша слободна, поуздани ослонцу пријатељства народа Партија Лењина, сила народна Нас ка победи комунизма води! Кроз олује нам сијало сунце слободе, И Лењин велики осветлио нам пут: На прави циљ је подигао народ, На рад и на подвиге надахнуо нас! Слава ти, отаџбино наша слободна, поуздани ослонцу пријатељства народа Партија Лењина, сила народна Нас ка победи комунизма води! У победи бесмртне идеје комунизма Ми видимо будућност наше земље, И црвеном барјаку славне Отаџбине Ми бићемо заувек потпуно верни! Слава ти, отаџбино наша слободна, поуздани ослонцу пријатељства народа Партија Лењина, сила народна Нас ка победи комунизма води! |